# Dąbrowa (gmina Żukowo)
Dąbrowa (dodatkowa nazwa w j. kaszub. Dąbrowa) – wieś w Polsce położona w województwie pomorskim, w powiecie kartuskim, w gminie Żukowo.
Do 31 grudnia 2015 stanowiła część wsi Miszewko. 
W Obrębie Miszewskim znajdujące się osiedla Admiralskie, Navigator, Nowe Banino, Przystań Miszewko, a także dawna Dąbrowa Miszewska (ziemie Drywy) oraz ulice Dąbrowa, należą obecnie do miejscowości Dąbrowa.